# Карлсруе (район)
Район Карлсруе (нім. Landkreis Karlsruhe) — район землі Баден-Вюртемберг, Німеччина. Район підпорядкований урядовому округу Карлсруе. Центром району є місто Карлсруе. Населення становить 446 852 ос. (станом на 31 грудня 2020), площа  — 1.084,98 км². 

## Демографія
Густота населення в районі становить 398 чол./км².
| Рік             | Населення |
| --------------- | --------- |
| 31. грудня 1973 | 351.172   |
| 31. грудня 1975 | 349.856   |
| 31. грудня 1980 | 359.053   |
| 31. грудня 1985 | 362.057   |
| 27. травня 1987 | 366.141   |

| Рік             | Населення |
| --------------- | --------- |
| 31. грудня 1990 | 380.713   |
| 31. грудня 1995 | 405.795   |
| 31. грудня 2000 | 419.555   |
| 31. грудня 2005 | 429.603   |
| 31. грудня 2010 | 432.271   |

## Міста і громади
Район поділений на 9 міст, 23 громади.